# Torneo de la División I de Baloncesto Masculino de la NCAA de 1944
El Torneo de la División I de Baloncesto Masculino de la NCAA de 1944 fue el quinto que se celebró para determinar el Campeón de la División I de la NCAA. Llegaron 8 equipos a la fase final, disputándose el partido por el campeonato en el Madison Square Garden en Nueva York.
Los ganadores fueron el equipo de la Universidad de Utah, que derrotaron en la final al Dartmouth College.

## Equipos
| Rank. | Equipo     | Entrenador     | Conferencia     | Puesto final         | Último rival | Marcador |
| Este  | Este       | Este           | Este            | Este                 | Este         | Este     |
| ----- | ---------- | -------------- | --------------- | -------------------- | ------------ | -------- |
| 8º    | Catholic   | John Long      | Independiente   | 4º puesto Regional   | Dartmouth    | P 55-35  |
| 1º    | Dartmouth  | Earl Brown     | EIBL            | Finalista            | Utah         | P 42-40  |
| 4º    | Ohio State | Harold Olsen   | Big Ten         | Semifinales Nacional | Dartmouth    | P 60-53  |
| 5º    | Temple     | Josh Cody      | Middle Atlantic | 3.er puesto Regional | Temple       | G 55-35  |
| Oeste |            |                |                 |                      |              |          |
| 3º    | Iowa State | Louis Menze    | Big Six         | Semifinales Nacional | Utah         | P 40-31  |
| 7º    | Missouri   | George Edwards | Big Six         | 3.er puesto Regional | Pepperdine   | G 61-46  |
| 6º    | Pepperdine | Al Duer        | Independiente   | 4º puesto Regional   | Missouri     | P 61-46  |
| 2º    | Utah       | Vadal Peterson | Skyline         | CAMPEÓN              | Dartmouth    | G 42-40  |

## Fase final
* – Denota partido con prórroga.
|  | Cuartos de final | Cuartos de final | Cuartos de final |            |            | Semifinales | Semifinales | Semifinales |     |  | Final | Final | Final |  |
|  |                  |                  |                  |            |            |             |             |             |     |  |       |       |       |  |
|  |                  |                  |                  |            |            |             |             |             |     |  |       |       |       |  |
|  |                  | Dartmouth        | 63               |            |            |             |             |             |     |  |       |       |       |  |
|  |                  |                  |                  |            |            |             |             |             |     |  |       |       |       |  |
|  |                  | Catholic         | 38               |            |            |             |             |             |     |  |       |       |       |  |
|  |                  | Catholic         | 38               |            | Dartmouth  | 60          |             |             |     |  |       |       |       |  |
|  |                  |                  |                  |            | Dartmouth  | 60          |             |             |     |  |       |       |       |  |
|  |                  |                  |                  | Ohio State | 53         |             |             |             |     |  |       |       |       |  |
|  |                  | Ohio State       | 57               | Ohio State | 53         |             |             |             |     |  |       |       |       |  |
|  |                  |                  |                  |            |            |             |             |             |     |  |       |       |       |  |
|  |                  | Temple           | 47               |            |            |             |             |             |     |  |       |       |       |  |
|  |                  |                  |                  |            |            |             |             | Dartmouth   | 40* |  |       |       |       |  |
|  |                  |                  |                  |            |            |             |             |             | 40* |  |       |       |       |  |
|  |                  |                  |                  | Utah       | 42         |             |             |             |     |  |       |       |       |  |
|  |                  | Iowa State       | 44               | Utah       | 42         |             |             |             |     |  |       |       |       |  |
|  |                  |                  |                  |            |            |             |             |             |     |  |       |       |       |  |
|  |                  | Pepperdine       | 39               |            |            |             |             |             |     |  |       |       |       |  |
|  |                  | Pepperdine       | 39               |            | Iowa State | 31          |             |             |     |  |       |       |       |  |
|  |                  |                  |                  |            | Iowa State | 31          |             |             |     |  |       |       |       |  |
|  |                  |                  |                  | Utah       | 40         |             |             |             |     |  |       |       |       |  |
|  |                  | Utah             | 45               | Utah       | 40         |             |             |             |     |  |       |       |       |  |
|  |                  |                  |                  |            |            |             |             |             |     |  |       |       |       |  |
|  |                  | Missouri         | 35               |            |            |             |             |             |     |  |       |       |       |  |
|  |                  |                  |                  |            |            |             |             |             |     |  |       |       |       |  |
|  |                  |                  |                  |            |            |             |             |             |     |  |       |       |       |  |